# Zé Gotinha

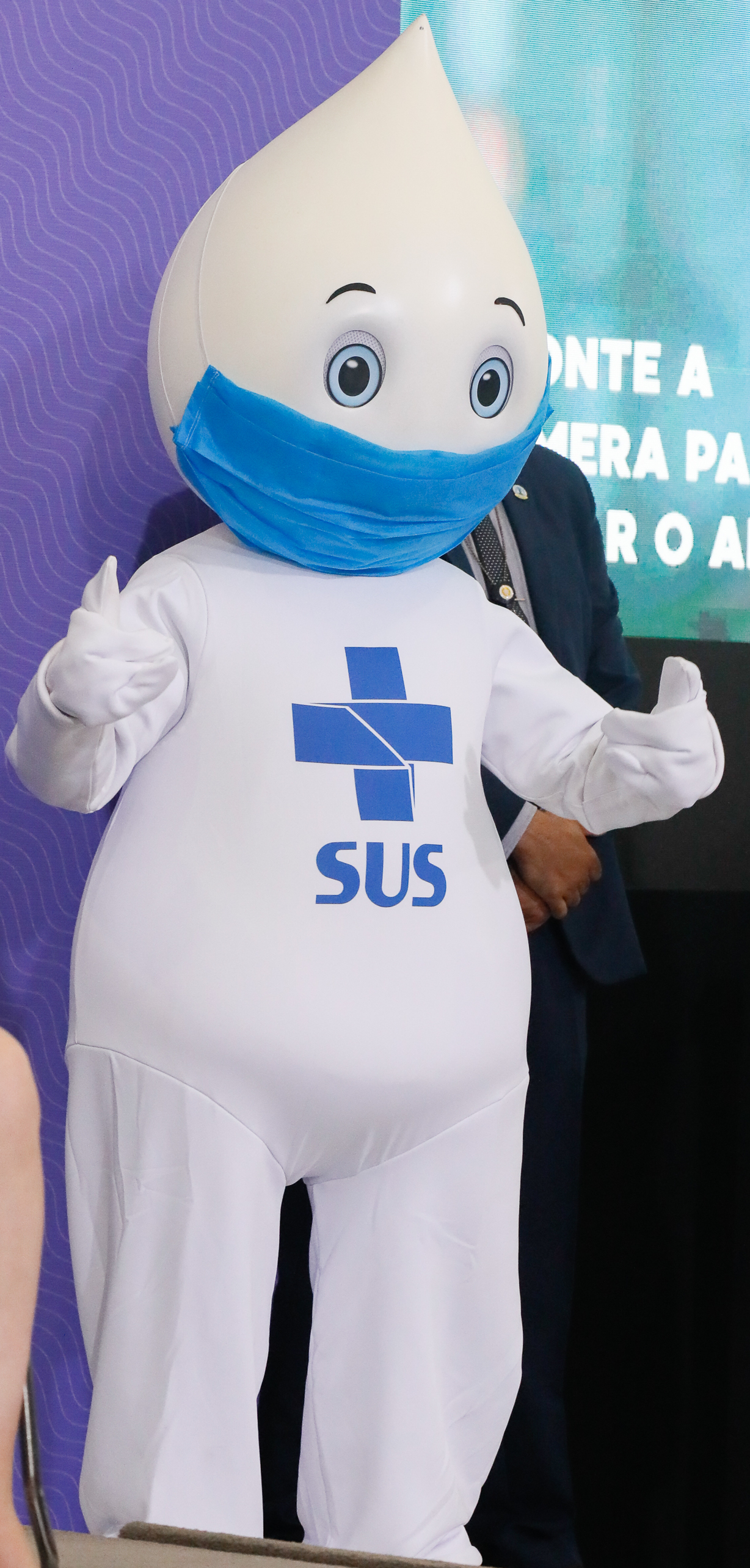
Zé Gotinha, con mascarilla, presentado el Lanzamiento del Plan Nacional de Operacionalización de la Vacunación contra el COVID-19 en 2020.

Zé Gotinha (en español, «Zé Gotita», «Zé» siendo un hipocorístico en portugués de «José») es una mascota brasileña creada para promover campañas de vacunación contra el poliovirus con el objetivo de hacer el evento más atractivo para los niños. Se utilizó en campañas en las décadas de 1980, 1990 y en el año 2006 para concienciar a padres e hijos sobre la importancia de la vacunación. Zé Gotinha también se ha utilizado para advertir sobre la importancia de prevenir otras enfermedades.
Zé Gotinha pasó a formar parte del imaginario infantil y se consagró como sinónimo de vacunación y como referencia para la población en cuanto a métodos de prevención en Brasil. En los años posteriores a su creación, el personaje adoptó un color diferente para cada vacuna: blanco para la poliomielitis, rojo para el sarampión, azul marino para la tuberculosis, celeste para la tos ferina, naranja para la difteria y verde para el tétanos.

## Historia
Zé Gotinha fue creado en 1986 por el artista Darlan Rosa a pedido del Ministerio de Salud de Brasil. Su nombre fue elegido a través de un concurso nacional promovido por el Ministerio de Salud con estudiantes de escuelas de todo Brasil. El nombre ganador fue una sugerencia de un estudiante del Distrito Federal. Así, las campañas contra la poliomielitis, protagonizadas por el personaje, comenzaron a difundirse en periódicos, televisión y radio.
El principal objetivo del personaje era hacer más atractivas las campañas de vacunación para los niños y así hacer de la vacunación un día festivo, con ganas de participar.
Actualmente, Zé Gotinha es el símbolo del Programa Nacional de Inmunización de Brasil.